# Élections générales ontariennes de 2014
L'élection générale ontarienne de 2014 a eu lieu le 12 juin 2014 afin d'élire les membres de la 41e législature de l'Ontario. L'élection est officiellement déclenchée le 2 mai 2014, à la suite du rejet du budget du gouvernement libéral minoritaire de Kathleen Wynne par les partis de l'opposition. Au terme de l'élection, les libéraux de Kathleen Wynne sont reconduits pour un quatrième mandat consécutif, avec une majorité gouvernementale formée de 59 députés. Les progressistes-conservateurs de Tim Hudak forment de nouveau l'opposition, avec 27 députés, et les néo-démocrates d'Andrea Horwath demeurent le tiers parti, avec 21 députés.
À cette élection, Wynne devient la première femme à être élue à une élection générale en Ontario ainsi que la première lesbienne à être élue à une élection générale à une province canadienne.

## Contexte
Le 2 mai 2014, la chef du NPD Andrea Horwath annonce que son parti votera contre le budget proposé par le gouvernement libéral, dont le soutien est essentiel à la survie du gouvernement minoritaire du Parti libéral de l'Ontario de la 40e législature de l'Ontario. La défaite du budget est considérée comme une motion de censure.

### Date du scrutin

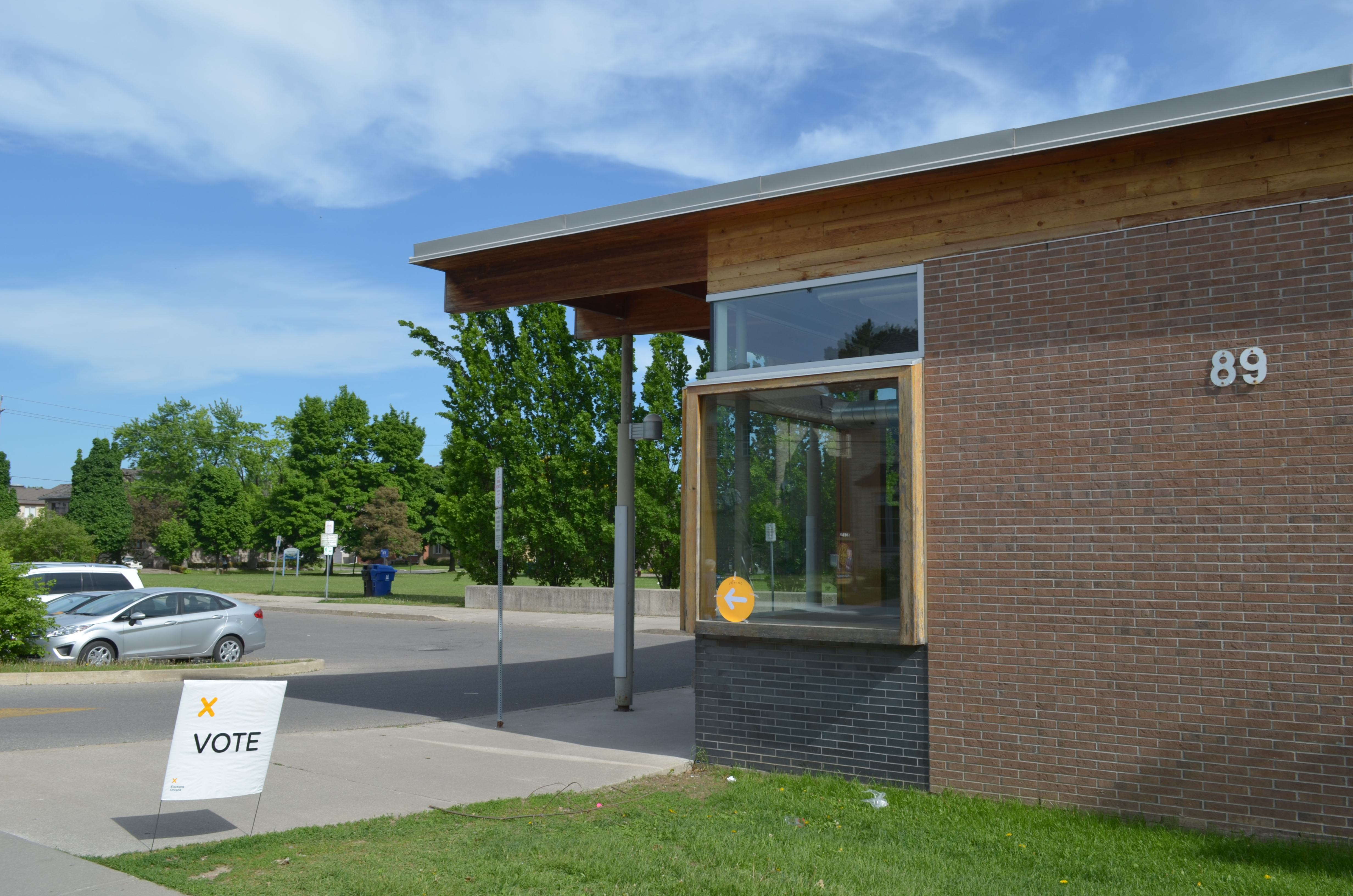
Un bureau de vote à Toronto.

En vertu des modifications adoptées par l'Assemblée législative de l'Ontario en 2004, les élections de l'Ontario ont lieu le premier jeudi d'octobre dans la quatrième année civile. Cependant, en raison de la dissolution anticipée par le lieutenant-gouverneur de l'Ontario en raison d'une motion de censure, la 41e élection se tiendra le 12 juin. La date initiale du scrutin initiale était le 5 juin, selon la tradition où l'élection a lieu le jeudi quatre semaines après le déclenchement de la campagne, mais une fête juive a contraint le Lieutenant-gouverneur à repousser la date du scrutin à la semaine suivante.

## Partis politiques

### Parti progressiste-conservateur
Pour le Parti progressiste-conservateur, relégué au rang d'Opposition officielle depuis 2003, la priorité est mise envers l'emploi. Le chef du parti Tim Hudak en fait son cheval de bataille et promeut son "Plan à un million d'emplois" (anglais : Million Jobs Plan) . Par ailleurs, les promesses de campagne des PC incluent une baisse des impôts pour les entreprises et le gel des salaires dans la fonction publique .

### NPD
Le Nouveau Parti démocratique, qui bénéficie en grande partie du support des syndicats, oriente sa campagne vers des promesses dont celle de faire baisser les factures d'électricité pour les Ontariens, ainsi que d'offrir des crédits d'impôts aux entreprises pour l'embauche de nouveaux employés, une stratégie qui permettrait selon Andrea Horwath de créer 170 000 emplois bien rémunérés ,. Par ailleurs, certains fidèles militants du NPD critiquent le parti pour le virage à droite d'Andrea Horwath, et dénoncent sa tentative de vouloir séduire l'électorat traditionnellement conservateur, notamment par ses engagements de crédits d'impôts aux entreprises,.

### Parti vert
Parmi ses engagements de campagne, le chef du Parti vert Mike Schreiner compte faire augmenter les redevances envers l'État que doivent les compagnies qui exploitent les ressources naturelles, s'il est élu. De plus, le Parti vert propose la fusion des conseils scolaires publics et catholiques de la province, ce qui permettrait, selon son chef, de réaliser des économies de l'ordre de 1,2 à 1,6 milliard de dollars .

### Autres partis
Plusieurs autres partis n'ayant jamais siégé à l'Assemblée législative présentent des candidats à l'élection générale .
Partis ayant déjà participé à une élection générale
- Parti libertarien
- Parti communiste
- Parti de la coalition des familles
- Parti de la Liberté - Ontario (Freedom party)
- The Peoples Political Party
- Parti écologique végan (Vegan Environmental Party)
- Le Parti du choix des Canadiens et Canadiennes (Canadians’ Choice Party)
- Northern Ontario Heritage Party
- Parti Pauvre de l’Ontario (Pauper Party of Ontario)
- Parti pour les gens qui ont des besoins spéciaux (Party for People with Special Needs)
- Ontario Provincial Confederation of Regions Party
- Parti socialiste de l'Ontario (Socialist Party of Ontario)

Nouveaux partis
- Aucune de ces Réponses Parti de l’Ontario (None of the Above Party of Ontario)
- Equal Parenting Party
- Ontario Moderate Party
- Parti Trillium de l’Ontario (Trillium Party of Ontario)

Partis disparus depuis l'élection de 2011
- The Only Party
- Parti réformiste de l'Ontario
- Paramount Canadians Party
- Parti républicain (People First Republican Party of Ontario)
- Parti ontarien des droits de la personne (Party for Human Rights in Ontario)

### Candidats indépendants
Quatorze personnes se sont présentées comme candidats indépendants, 36 de moins qu'en 2011. Helmi Charif, qui s'est présenté dans la circonscription de Windsor-Ouest, est le candidat indépendant qui a récolté le plus de voix. Aucun candidat indépendant n'a remporté de siège depuis 1995.

## Enjeux

### Francophonie
La francophonie est un des thèmes discutés au cours de la campagne électorale. L'Assemblée de la francophonie de l'Ontario (AFO), une association de défense des droits des francophones a soumis aux trois principaux partis un questionnaire par rapport à leur vision respective de la langue française en Ontario. Les réponses reçues par l'AFO font constater le peu d'importance accordée par le Parti progressiste-conservateur envers la francophonie et des réponses vagues de la part du NPD et du Parti libéral, qui évoquent toutefois des engagements et des initiatives envers la francophonie dans leurs projets. Le Parti libéral met cependant en valeur le travail accompli par le parti quant aux droits des francophones, notamment l'indépendance accordée au commissaire aux services en français, qui ne dépend plus du gouvernement .
Un débat en français aura lieu sur les ondes de TFO et de Radio-Canada le 27 mai 2014. Étant donné que les chefs des partis ne maitrisent pas suffisamment ou pas du tout la langue, il s'agit des candidats Madeleine Meilleur (libérale - Ottawa—Vanier), Gilles Bisson (néo-démocrate - Timmins—Baie James) et Martin Forget (progressiste-conservateur - Ottawa-Vanier) qui débattront .

## Déroulement

### Événements et chronologie
- 1er mai 2014: Dépôt du budget par le ministre des Finances Charles Sousa.
- 2 mai 2014: La cheffe néo-démocrate Andrea Horwath annonce que son parti votera contre le budget. Le Lieutenant-gouverneur de l'Ontario David Onley dissout l'Assemblée, ce qui met fin à la 40e législature.
- 7 mai 2014: Début officiel de la campagne électorale.
- 26 mai 2014: Débat sur les enjeux du Nord de l'Ontario, à Thunder Bay.
- 27 mai 2014: Débat en français, sur les ondes de TFO et Radio-canada.
- 31 mai au 6 juin: Période de vote par anticipation [12].
- 3 juin 2014: Débat des chefs en anglais, sur les ondes de CBC, CTV, Global, CPAC, TVO, Sun News et CHCH[13].
- 12 juin 2014: Jour du scrutin. Les résultats préliminaires annoncent un gouvernement majoritaire libéral de 59 députés (ultérieurement rectifié), dirigé par la Première ministre sortante Kathleen Wynne. Les progressistes-conservateurs demeurent l'Opposition officielle, avec 27 sièges (ultérieurement rectifié), et le NPD garde son nombre de députés à 21. Le chef progressiste-conservateur Tim Hudak annonce sa démission à titre de chef du Parti lors de son discours de défaite, mais il demeure député de sa circonscription de Niagara-Ouest—Glanbrook.
- 14 juin 2014: Élection Ontario annonce une erreur dans le comptage des votes dans la circonscription de Thornhill. La libérale Sandra Yeung Racco, donnée vainqueur le 12 juin est en fait vaincue par la députée progressiste-conservatrice sortante, Gila Martow, par moins de 100 voix.

## Députés qui ne se représentent pas
Les députés sortants du tableau suivant ne se représentent pas comme candidats.
|  | Parti                     | Député               | Circonscription      |
|  | ------------------------- | -------------------- | -------------------- |
|  | Libéral                   | Rick Bartolucci      | Sudbury              |
|  | Libéral                   | Donna Cansfield (en) | Etobicoke Centre     |
|  | Libéral                   | John Gerretsen       | Kingston et les Îles |
|  | Libéral                   | Phil McNeely         | Ottawa—Orléans       |
|  | Libéral                   | John Milloy (en)     | Kitchener-Centre     |
|  | Progressiste-conservateur | Frank Klees (en)     | Newmarket—Aurora     |
|  | Progressiste-conservateur | John O'Toole (en)    | Durham               |

## Résultats
| Parti libéral | Parti progressiste-conservateur | Nouveau Parti démocratique |
| 58 sièges     | 28 sièges                       | 21 sièges                  |
| ^             |                                 |                            |
| majorité      |                                 |                            |

| Parti | Parti                            | Chef                             | # de candidats | Sièges | Sièges  | Sièges | Sièges     | Voix      | Voix | Voix    |
| Parti | Parti                            | Chef                             | # de candidats | 2011   | Dissol. | Élus   | Différence | #         | %    | % Diff. |
| ----- | -------------------------------- | -------------------------------- | -------------- | ------ | ------- | ------ | ---------- | --------- | ---- | ------- |
|       | Libéral                          | Kathleen Wynne                   | 107            | 53     | 48      | 58     |            | 1 863 974 | 38,7 |         |
|       | Progressiste-conservateur        | Tim Hudak                        | 107            | 37     | 37      | 28     |            | 1 508 811 | 31,3 |         |
|       | NPD                              | Andrea Horwath                   | 107            | 17     | 21      | 21     |            | 1 144 822 | 23,7 |         |
|       | Vert                             | Mike Schreiner                   | 107            | 0      | 0       | 0      |            | 232 536   | 4,8  |         |
|       | Libertarien                      | Allen Small                      | 74             | 0      | 0       | 0      |            | 37 696    | 0,8  |         |
|       | Freedom                          | Paul McKeever (en)               | 42             | 0      | 0       | 0      |            | 11 835    | 0,2  |         |
|       | Indépendants et sans affiliation | Indépendants et sans affiliation | 14             | 0      | 0       | 0      |            | 3 816     | 0,1  |         |
|       | Communiste                       | Elizabeth Rowley                 | 11             | 0      | 0       | 0      |            | 2 081     | 0,0  |         |
|       | Aucune de ces Réponses           | Greg Vezina                      | 8              | -      | -       | 0      |            | 4 092     | 0,1  |         |
|       | Coalition des familles           | Eric Ames (intérim)              | 6              | 0      | 0       | 0      |            | 4 287     | 0,1  |         |
|       | The People's Political Party     | Kevin Clarke                     | 5              | 0      | 0       | 0      |            | 834       | 0,0  |         |
|       | Parti écologique végan           | Paul Figueiras                   | 5              | 0      | 0       | 0      |            | 866       | 0,0  |         |
|       | Choix des Canadiens              | Bahman Yazdanfar                 | 4              | 0      | 0       | 0      |            | 1 287     | 0,0  |         |
|       | Northern Ontario Heritage (en)   | Edward Deibel                    | 3              | 0      | 0       | 0      |            | 871       | 0,0  |         |
|       | Pauvre (en)                      | John Turmel                      | 3              | 0      | 0       | 0      |            | 182       | 0,0  |         |
|       | Besoins spéciaux (en)            | Danish Ahmed                     | 3              | 0      | 0       | 0      |            | 714       | 0,0  |         |
|       | Confederation of Regions (en)    | Vacant                           | 2              | 0      | 0       | 0      |            | 549       | 0,0  |         |
|       | Equal Parenting                  | Dennis Valenta                   | 2              | -      | -       | 0      |            | 362       | 0,0  | N/A     |
|       | Ontario Moderate Party           | Yuri Duboisky                    | 2              | -      | -       | 0      |            | 268       | 0,0  |         |
|       | Socialiste (en)                  | Michael Laxer                    | 2              | 0      | 0       | 0      |            | 368       | 0,0  |         |
|       | Trillium                         | Bob Yaciuk                       | 2              | -      | -       | 0      |            | 296       | 0,0  |         |
|       | Vacant                           | Vacant                           | Vacant         | Vacant | 1       |        |            |           |      |         |
| Total |                                  |                                  |                |        |         |        |            |           |      |         |

## Sondages d'opinion

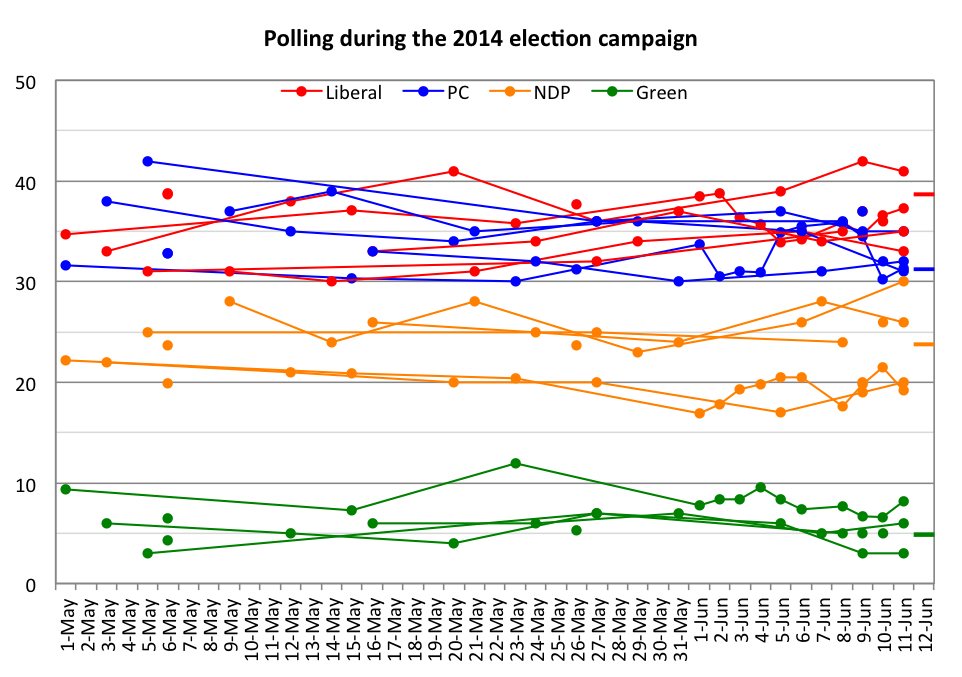
Évolution des intentions de vote durant la campagne électorale.

| Dernier jour du sondage | Libéral | P.-C. | NPD  | Vert | Autres | Sondeur             | Méthode   | Échantillon | Lien (en) |
| ----------------------- | ------- | ----- | ---- | ---- | ------ | ------------------- | --------- | ----------- | --------- |
| Dernier jour du sondage |         |       |      |      |        | Sondeur             | Méthode   | Échantillon | Lien (en) |
| 29 mai 2014             | 34      | 36    | 23   |      | 7      | Ipsos-Reid          | En ligne  | 868         | HTML      |
| 27 mai 2014             | 36      | 36    | 20   | 7    | 1      | Forum Research      | SVI       | 882         | PDF       |
| 27 mai 2014             | 32      | 36    | 25   | 7    |        | Oraclepoll Research | Téléphone | 1 000       | PDF       |
| 24 mai 2014             | 34      | 32    | 25   | 6    | 2      | Abacus Data         | En ligne  | 1 000       | PDF       |
| 23 mai 2014             | 35,8    | 30,0  | 20,4 | 11,9 | 1,9    | EKOS                | SVI       | 1 215       | PDF       |
| 21 mai 2014             | 31      | 35    | 28   |      | 6      | Ipsos Reid          | En ligne  | 800         | HTML      |
| 20 mai 2014             | 41      | 34    | 20   | 4    | 1      | Forum Research      | SVI       | 1 136       | HTML      |
| 16 mai 2014             | 33      | 33    | 26   | 6    | 2      | Abacus Data         | En ligne  | 2 000       | PDF       |
| 15 mai 2014             | 37,1    | 30,3  | 20,9 | 7,3  | 4,5    | EKOS                | SVI       | 1 111       | PDF       |
| 14 mai 2014             | 30      | 39    | 24   |      | 7      | Ipsos Reid          | En ligne  | 801         | HTML      |
| 12 mai 2014             | 38      | 35    | 21   | 5    | 1      | Forum Research      | SVI       | 996         | PDF       |
| 9 mai 2014              | 31      | 37    | 28   |      | 4      | Ipsos Reid          | En ligne  | 821         | HTML      |
| 6 mai 2014              | 38,8    | 32,7  | 19,9 | 6,5  | 2,0    | Innovative Research | En ligne  | 1 000       | PDF       |
| 6 mai 2014              | 38,7    | 32,8  | 23,7 | 4,3  | 0,5    | Innovative Research | Téléphone | 500         | PDF       |
| 5 mai 2014              | 31      | 42    | 25   | 3    |        | Oraclepoll Research | Téléphone | 1 000       | PDF       |
| 3 mai 2014              | 33      | 38    | 22   | 6    | 1      | Forum Research      | SVI       | 1 845       | PDF       |
| 1er mai 2014            | 34,7    | 31,6  | 22,2 | 9,4  | 2,0    | EKOS                | SVI       | 1 576       | PDF       |

### Sondages pré-électoraux

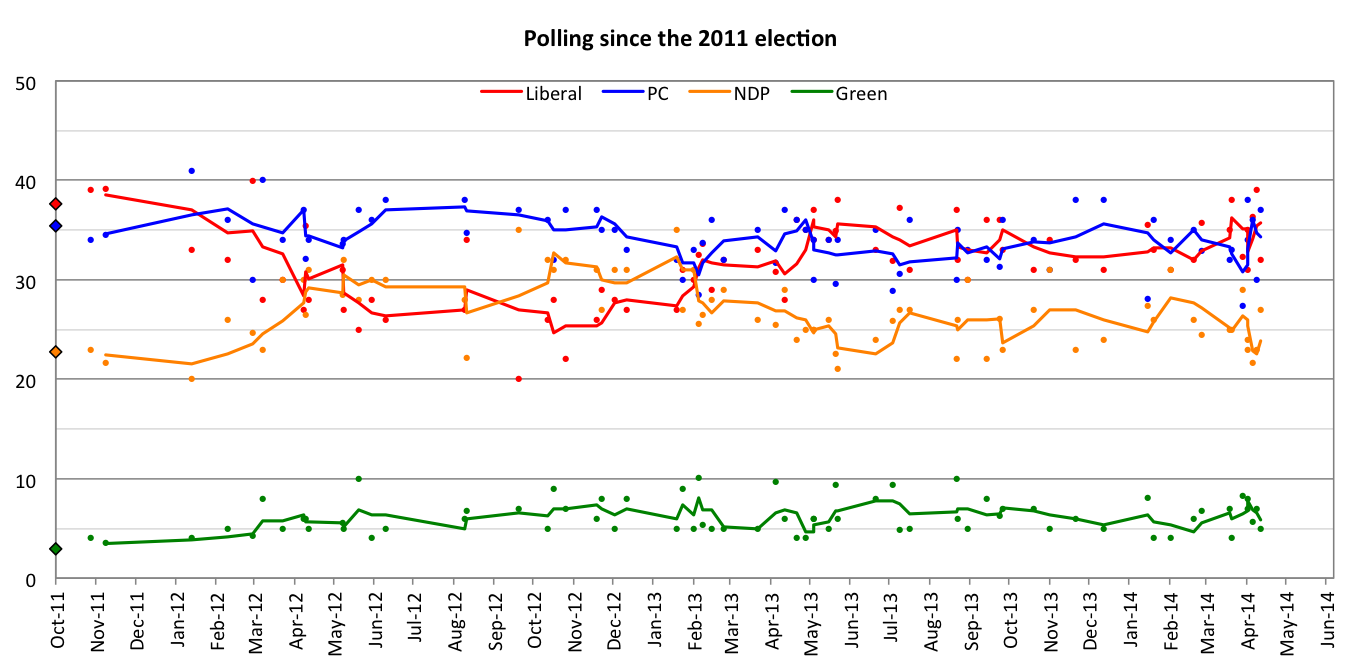
Évolution des intentions de vote de la générale du 6 octobre 2011 jusqu'au déclenchement de la.

| Dernier jour du sondage              | Libéral | P.-C. | NPD   | Vert | Sondeur             | Marge d'erreur | Source      |
| ------------------------------------ | ------- | ----- | ----- | ---- | ------------------- | -------------- | ----------- |
| Dernier jour du sondage              |         |       |       |      | Sondeur             | Marge d'erreur | Source      |
| 17 avril 2014                        | 32      | 37    | 27    | 5    | Ipsos Reid          | 4              | [html] lien |
| 14 avril 2014                        | 39      | 30    | 23    | 7    | Innovative Research | ?              | [PDF] lien  |
| 11 avril 2014                        | 36,3    | 36,0  | 21 6  | 5,7  | Nanos Research      | ?              | [PDF] lien  |
| 7 avril 2014                         | 31      | 38    | 23    | 7    | Forum Research      | 3              | [PDF] lien  |
| 3 avril 2014                         | 32,3    | 27,4  | 29    | 8    | EKOS                | 2,8            | [PDF] lien  |
| 25 mars 2014                         | 38      | 33    | 25    | 4    | Innovative Research | 4,0            | [PDF] lien  |
| 24 mars 2014                         | 35      | 32    | 25    | 7    | Forum Research      | 3,0            | [PDF] lien  |
| 3 mars 2014                          | 35,7    | 32,9  | 24,5  | 6,8  | Nanos Research      | 4,4            | [PDF] lien  |
| 25 février 2014                      | 32      | 35    | 26    | 6    | Forum Research      | 3,0            | [html] lien |
| 7 février 2014                       | 31      | 34    | 31    | 4    | Ipsos Reid          | 4,0            | [html] lien |
| 25 janvier 2014                      | 33      | 36    | 26    | 4    | Forum Research      | 3,0            | [html] lien |
| 20 janvier 2014                      | 35,5    | 28,1  | 27,4  | 8,1  | Nanos Research      | 4,4            | [PDF] lien  |
| 18 décembre 2013                     | 31      | 38    | 24    | 5    | Forum Research      | 3,0            | [html] lien |
| 26 novembre 2013                     | 32      | 38    | 23    | 6    | Forum Research      | 3,0            | [PDF] lien  |
| 6 octobre 2011 40e élection générale | 37,65   | 35,45 | 22,74 | 2,92 |                     |                | PDF         |